# Suite de danzas (Bartók)
La Suite de danzas (en húngaro Táncszvit), Sz. 77 BB 86a, es una obra orquestal del compositor húngaro Béla Bartók, compuesta en 1923. En 1925 el compositor realizó un arreglo para piano solo (Sz. 77 BB 86b), menos conocido e interpretado que la obra original.

## Composición
Bártok compuso en 1923 la Suite de danzas para celebrar el 50.º aniversario de la unión de Buda y Pest que dio lugar a la capital de Hungría, Budapest. Después del gran éxito que tuvo la obra, Emil Hertzka, el director de Universal Edition, le pidió que hiciera un arreglo de la pieza para piano solo, que fue publicado dos años más tarde. Bártok nunca llegó a interpretarlo, y se estrenó recién en marzo de 1945, unos meses antes de su muerte, por su amigo György Sándor.

## Análisis
La obra contiene cinco danzas con melodía de origen húngaro, árabe y rumano, y un último movimiento que es una exposición de los cinco temas ya usados.

### Instrumentación
La obra fue escrita para dos flautines, un oboe, un corno inglés, un clarinete, un clarinete bajo, un fagot, un contrafagot, cuatro trompas, dos trompetas, dos trombones, una tuba, un timbal, percusión (Triángulo, pandereta, bombo, platillos), celesta, piano, arpa, e instrumentos de cuerdas.

### Estructura
La suite consta de seis movimientos, aunque algunas veces es interpretado como uno solo. La duración aproximada de la obra es de quince minutos.
1. Moderato.
2. Allegro Molto.
3. Allegro Vivace.
4. Molto Tranquillo
5. Comodo.
6. Finale. Allegro.

## Grabaciones importantes
Algunas interpretaciones notables de la obra que fueron editadas para su venta:
| Orquesta                                    | Director de orquesta | Compañía editora    | Año de la grabación | Formato |
| ------------------------------------------- | -------------------- | ------------------- | ------------------- | ------- |
| Orquesta Filarmónica de Londres             | Georg Solti          | Decca Records       | 1952                | LP      |
| Orquesta Sinfónica Alemana de Berlín        | Ferenc Fricsay       | Deutsche Grammophon | 1953                | LP      |
| Orquesta Philharmonia                       | Igor Markevitch      | HMV                 | 1954                | LP      |
| Philharmonia Hungarica                      | Antal Doráti         | Mercury Records     | 1958                | LP      |
| Orquesta de la Suisse Romande               | Ernest Ansermet      | Decca Records       | 1964                | LP      |
| Orquesta Filarmónica de Nueva York          | Pierre Boulez        | Columbia            | 1972                | LP      |
| Orquesta Filarmónica Checa                  | Zdeněk Košler        | Panton              | 1973                | LP      |
| Orquesta Sinfónica de la Radio de Stuttgart | Neville Marriner     | Capriccio           | 1994                | CD      |
| Orquesta Sinfónica Bournemouth              | Marin Alsop          | Naxos Records       | 2005                | CD      |

- Datos: Q715033